# Външен ефект (икономика)
Външен ефект в икономиката е стойността по разход или печалбата, които са резултат от дейност или трансакция, която повлиява иначе невключена страна, която не е избирала да бъде субект на този разход или печалба. Примери за различни типове негативен външен ефект са различните видове замърсявания, включително и шумово замърсяване, примери за позитивен външен ефект могат да бъдат ремонт на тротоар или пътна настилка от бизнес, което е от полза и удобно за пешеходци и минаващи, които може и да не са клиенти на или работещи в съответната фирма.